# EIF4A3
EIF4A3 (англ. Eukaryotic translation initiation factor 4A3) – білок, який кодується однойменним геном, розташованим у людей на короткому плечі 17-ї хромосоми.  Довжина поліпептидного ланцюга білка становить 411 амінокислот, а молекулярна маса — 46 871.
| 10         |  | 20         |  | 30         |  | 40         |  | 50         |
| ---------- |  | ---------- |  | ---------- |  | ---------- |  | ---------- |
| MATTATMATS |  | GSARKRLLKE |  | EDMTKVEFET |  | SEEVDVTPTF |  | DTMGLREDLL |
| RGIYAYGFEK |  | PSAIQQRAIK |  | QIIKGRDVIA |  | QSQSGTGKTA |  | TFSISVLQCL |
| DIQVRETQAL |  | ILAPTRELAV |  | QIQKGLLALG |  | DYMNVQCHAC |  | IGGTNVGEDI |
| RKLDYGQHVV |  | AGTPGRVFDM |  | IRRRSLRTRA |  | IKMLVLDEAD |  | EMLNKGFKEQ |
| IYDVYRYLPP |  | ATQVVLISAT |  | LPHEILEMTN |  | KFMTDPIRIL |  | VKRDELTLEG |
| IKQFFVAVER |  | EEWKFDTLCD |  | LYDTLTITQA |  | VIFCNTKRKV |  | DWLTEKMREA |
| NFTVSSMHGD |  | MPQKERESIM |  | KEFRSGASRV |  | LISTDVWARG |  | LDVPQVSLII |
| NYDLPNNREL |  | YIHRIGRSGR |  | YGRKGVAINF |  | VKNDDIRILR |  | DIEQYYSTQI |
| DEMPMNVADL |  | I          |  |            |  |            |  |            |

A: Аланін

C: Цистеїн

D: Аспарагінова кислота

E: Глутамінова кислота

F: Фенілаланін

G: Гліцин

H: Гістидин

I: Ізолейцин

K: Лізин

L: Лейцин

M: Метіонін

N: Аспарагін

P: Пролін

Q: Глутамін

R: Аргінін

S: Серин

T: Треонін

V: Валін

W: Триптофан

Кодований геном білок за функціями належить до гідролаз, геліказ. 
Задіяний у таких біологічних процесах як регуляція трансляції, процесінг мРНК, сплайсінг мРНК, транспорт, процесинг рРНК, транспорт мРНК. 
Білок має сайт для зв'язування з АТФ, нуклеотидами, РНК. 
Локалізований у цитоплазмі, ядрі.